# ラザホージウム
ラザホージウム (Rutherfordium 英語: [ˌrʌðərˈfɔrdiəm]) は、元素記号Rf、原子番号104の化学元素であり、ニュージーランド出身のイギリスの物理学者であるアーネスト・ラザフォードの名前に因んで命名された。合成元素であり、天然には存在せず、研究室内でのみ作られる。放射性を持ち、既知の最も安定な同位体である267Rfの半減期は約48分である。
周期表上では、dブロック元素の遷移金属であり、第7周期元素、第4族元素に分類される。化学実験により、第4族のハフニウムのより重い同族体として振る舞うことが確認されている。化学的性質は、部分的に明らかとなっており、相対論効果のためかなり異なる部分もあるものの、他の第4族元素とよく似た性質となっている。
1960年代、ソビエト連邦のドゥブナ合同原子核研究所とアメリカ合衆国のローレンス・バークレー国立研究所により、少数のラザホージウムが合成された。1997年に国際純正・応用化学連合(IUPAC)が公式な名称をラザホージウムと決定するまで、両国の間で発見の優先権と元素の命名権が争われた。

## 導入

核融合反応の図示。2つの原子核が1つに融合し、1つの中性子を放出する。

重い原子核は、2つの異なる原子核の核融合反応により形成され、おおまかに、2つの原子核の質量の差が大きいほど、反応の可能性は高くなる。重い方の原子核を持つ物質を標的とし、軽い原子核の粒子線を照射することで、2つの原子核が十分に接近すると、1つの原子核への融合が起こりうる。通常、陽電荷を持つ2つの原子核は、クーロンの法則により互いに反発する。原子核同士が非常に近づくときのみ、強い相互作用がこの反発力に打ち克つ。そのため、粒子線となる原子核の速度を、この反発力が無視できる程度まで、加速器で加速する必要がある。ただし、2つの原子核が融合するためには、2つの原子核が単に近づくだけでは不十分である。2つの原子核が近づいただけでは、通常、1つの原子核に融合するのではなく、10-20秒間だけ一緒に留まった後、離れていく（この時、反応前と同じ構成とは限らない）。核融合が起こる場合、複合核と呼ばれる一時的な融合状態が励起状態となる。励起エネルギーを失い、より安定な状態に達すると、複合核は核分裂反応を起こすか、1つまたはいくつかの原子核の核破砕反応を起こして、エネルギーを持ち去る。この事象は、最初の衝突の約10-16秒後に起こる
粒子線が標的を通り過ぎると、次のチェンバーであるセパレーターに移送される。新しい原子核ができていると、この粒子線により運ばれる。セパレーターでは、生成した原子核は他の原子核（粒子線の原子核やその他の反応生成物）から分離され、表面障壁型半導体検出器に運ばれる。粒子はそこで停止し、検出器上での正確な衝突位置とそのエネルギー、到達時間が記録される。移送には約10-6秒を必要とし、検出までに原子核はこの長時間を生き残る必要がある。崩壊が起こると、原子核の位置、エネルギー、崩壊時間が再度記録される。
原子核の安定性は、強い相互作用によってもたらされる。しかし、原子核が大きくなるほど、最外殻の核子（陽子と中性子）の影響が弱くなるため、その距離は非常に短くなる。同時に、陽子間の静電反発により原子核は引き裂かれ、これには範囲の制約はない。そのため、重元素の原子核は理論的には予測されており、これまでは主にこのような反発によるアルファ崩壊や自発核分裂として観測されてきた。このような崩壊モードは、超重元素の原子核には支配的なものである。アルファ崩壊は、放出されたアルファ粒子により記録され、崩壊生成物は実際の崩壊前に容易に決定できる。一度の崩壊や連続した崩壊により既知の原子核が生成すると、計算により反応の出発点となる原子核が決定できる。しかし、自発核分裂では生成物として様々な原子核が生じ、そのため、娘核からは、出発点となる原子核が決定できない。
重い元素を合成しようとする物理学者が得られる情報は、このように検出器により収集される、粒子が検出器に衝突した距離、エネルギー、時間と、崩壊の際の同様の情報となる。物理学者はこのデータを分析し、これが新元素によって引き起こされたものであり、他の核種により引き起こされたものではないと結論付けようとする。しばしば、得られたデータは、新元素の生成を確定するには不十分なものであったり、解釈の誤りの元となりうる。

## 歴史

### 発見
1964年に当時ソビエト連邦のドゥブナ合同原子核研究所で初めての検出が報告された。そこでは、プルトニウム242を標的に、ネオン22イオンを照射し、反応生成物を四塩化ジルコニウムとの反応で塩化物に変換した後、勾配サーモクロマトグラフィーで分離された。チームは、エカハフニウムの性質を持つ揮発性塩化物の特徴を持つ自発核分裂を同定した。半減期は正確に測定されなかったが、後の計算でこの化合物はラザホージウム259である可能性が最も高いことが示された。
242
94Pu + 22
10Ne → 264-x
104Rf → 264-x
104RfCl4
1969年、カリフォルニア大学バークレー校の研究者が、カリホルニウム249を標的に炭素12イオンを照射し、ノーベリウム253が娘核となる257Rfのアルファ崩壊を観測した。
249
98Cf + 12
6C → 257
104Rf + 4 n
この合成は、1973年に独立して確認され、257Rfの崩壊生成物である253Noの特性X線であるKα線の観測により、親核のラザホージウムの同定が確実となった。

### 命名を巡る論争

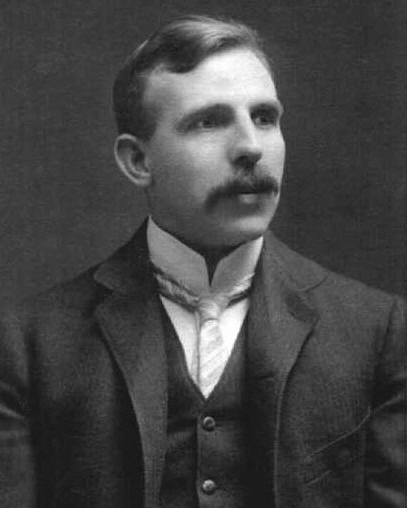
104番元素は、最終的にアーネスト・ラザフォードの名前に因んで命名された。

発見に関する主張が競合した結果として、元素の命名に関する論争が起こった。ソビエト連邦は新元素を最初に検出したと主張し、ソビエト連邦の核研究を率いたイーゴリ・クルチャトフを記念してクルチャトビウム(Ku)という名前を提案した。この名前は、東側諸国では、この元素の公式名として書籍等でも用いられた。しかし、アメリカ側は「核物理学の父」として知られるアーネスト・ラザフォードの名前に因んでラザホージウム(Rf)という名前を提案した。1992年、IUPAC/IUPAPトランスフェルミウム作業部会(TWG)は、発見の主張を評価し、104番元素の合成に関する証拠を両チームが同時に提出しており、発見の栄誉は2つのグループの間で共有されるべきだと結論付けた。
アメリカのグループは、TWGの調査結果を酷評する返信を書き、彼らがドゥブナの成果を強調しすぎであると述べ、特に、ロシアのグループは、この20年の間に主張の詳細を変遷させていると指摘し、ロシアのチームはこれを否定しなかった。また、TWGがロシアによる化学実験を過信しすぎていることを強調し、TWG内に適切な資格のある人員がいないと非難した。TWGは、これは事実ではなく、アメリカのグループが提起した各論点を再評価したが発見の優先権に関して結論を変更する理由が見つからなかったと答えた。IUPACは、最終的に、アメリカのチームが提案したラザホージウムという名前を採用した。
IUPACは一時的に、ラテン語で「1」「0」「4」を意味する言葉に由来するウンニルクアジウム(Unq)という系統名を仮名として採用していた。1994年、IUPACは104番元素から109番元素の一連の名前を提案し、その中で、104番元素の元素名はドブニウム(Db)とされ、ラザホージウムは106番元素の名前に割り当てられた。この勧告は、いくつかの理由からアメリカ側の科学者から批判された。なぜならまず、彼らの提案はごちゃ混ぜにされ、元々アメリカ側から104番元素、105番元素用に提案されていた、ラザホージウム、ハーニウムという名前は、各々106番元素、108番元素に割り当てられていた。次に、104番元素と105番元素は、等しく優先権を持つとされたにも関わらず、ロシア側の提案した名前が採用されていた。3点目として最も重要なことに、IUPACは、106番元素はバークレーが単独の発見者として認定されていたにも関わらず、元素に存命人物の人物を付けられないという新しく承認されたルールのために、106番元素へのシーボーギウムという命名の提案が却下されていた。1997年、IUPACは104番元素から109番元素を改名し、104番元素に現在のラザホージウムという名前を割り当て、同時にドブニウムという名前は105番元素に与えた。

## 同位体
ラザホージウムは安定同位体を持たず、天然に生成する同位体はない。いくつかの放射性同位体が、2つの原子の融合またはより重い元素の崩壊により、研究室内で合成されている。原子量253から270（ただし264及び269を除く）の16の異なる同位体が報告されており、それらの大部分はほぼ自発核融合により崩壊する。

### 安定性と半減期
半減期が既知の同位体の中では、より軽い同位体がより短い半減期を持ち、253Rf及び254Rfの半減期は50マイクロ秒以下、256Rf、258Rf、260Rfの半減期はより安定で約10マイクロ秒、255Rf、257Rf、259Rf、262Rfの半減期は1-5秒、261Rf、265Rf、263Rfの半減期は、各々1.1分、1.5分、10分である。最も重い既知の同位体である267Rfの半減期は約48分と測定されている。
最も軽い同位体は、2つの軽い原子核の直接融合及び崩壊生成物として合成される。直接融合で合成される最も重い同位体は262Rfであり、これより重い同位体はより重い元素の崩壊生成物としてのみ見られる。最も重い同位体266Rf、268Rfは、ドブニウムの同位体266Db、268Dbの電子捕獲娘核としても報告されているが、短い半減期で自発核分裂する。270Dbの娘核として存在する可能性のある270Rfも同様の可能性がある。これら3つの同位体は未確認である。
1999年、カリフォルニア大学バークレー校の研究者が 293Ogの3つの原子核の合成に成功したと発表した。これらの親核は連続で7つのアルファ粒子を放出し、265Rf原子核を形成したと報告されたが、2001年に撤回された。この同位体は285Flの崩壊連鎖の最終生成物として、2010年に再発見された。

## 予測される性質
合成が非常に限られていることと高価であることにより、また非常に急速に崩壊することにより、ラザホージウム及びその化合物に関する非常にわずかの性質のみが測定されている。単原子の化学的性質がいくつか測定されているが、金属ラザホージウムの性質は未知のままで、予測値のみが入手可能である。

### 化学的性質
ラザホージウムは最初の超アクチノイド元素で、2番目の6d系列遷移金属である。イオン化エネルギー、原子半径、軌道エネルギー、イオン化状態の基底準位の計算はハフニウムと似ており、鉛とはかなり異なる。その結果、ラザホージウムの基本的な性質は、チタン、ジルコニウム、ハフニウムの第4族元素と似ていると結論付けられた
。その性質のいくつかは、気相及び水溶液の実験により決定されている。+4の酸化状態は後者2つの元素にとって唯一安定な状態であり、そのためラザホージウムも安定な+4の酸化状態を取る。さらに、ラザホージウムは、より不安定な+3の酸化状態も取ることができると推測される。Rf4+/Rf対の標準還元電位は、-1.7 Vよりも高いと予測される。
化学的性質についての当初の予測は、電子殻への相対論効果により7p軌道のエネルギー準位が6d軌道よりも低くなり、価電子の電子配置として6d1 7s2 7p1、さらには7s2 7p2を与えるのに十分な大きさを持つことを示す計算結果に基づくもので、そのため、電子の挙動はハフニウムよりも鉛により近くなる。ラザホージウム化合物の化学的性質に関するより優れた計算法と実験により、このようなことは起こらず、その代わり残りの第4族元素と同様の挙動を示すことが示された。後に、高精度のab initio計算により、ラザホージウム原子は、基底状態では6d2 7s2の価電子配置、励起エネルギーがわずか0.3-0.5 eVの低励起状態では6d1 7s2 7p1の価電子配置を取ることが示された。
ジルコニウムやハフニウムのアナログとして、ラザホージウムは非常に安定で難溶性の酸化物RfO2を形成することが予測された。またハロゲンと反応して四ハロゲン化物RfX4を形成し、水と接触すると加水分解して酸ハロゲン化物となる。RfOX2を形成する。四ハロゲン化物は揮発性固体で、気相では単量体の四面体分子となる。
水溶液中では、Rf4+イオンはチタン(IV)ほど加水分解されず、その程度はジルコニウム及びハフニウムと同程度で、その結果、RfO2+を形成する。ハロゲン化物をハロゲン化物イオンで処理すると、錯イオンの形成が促進される。塩化物及び臭化物イオンを用いるとハロゲン化錯体RfCl62-及びRfBr62-が形成される。フッ化物錯体では、ジルコニウム及びハフニウムは、ヘプタ及びオクタ錯体を形成する傾向がある。従って、これより大きいラザホージウムイオンでは、RfF62-、RfF73-、RfF84-の3つが形成される可能性がある。

### 物理学的性質
標準状態では固体で、より軽い同族体であるハフニウムと同様に、六方最密充填構造を取ると推測される(c/a = 1.61)。密度は~17 g/cm3、原子半径は~150 pmと推測される。7s軌道の相対論的安定性と6d軌道の不安定性により、より軽い同族元素とは異なり、Rf+及びRf2+イオンは7s電子の代わりに6d電子を失うと予測される。高圧条件下（72または~50 GPa等と計算される）では、体心立方格子の結晶構造に遷移すると予測される。ハフニウムは71±1 GPaでこの構造遷移が起こるが、38±8 GPaで生じる中間体のω構造については、ラザホージウムは持たないと予測される。

## ラザホージウムに関する実験

### 気相

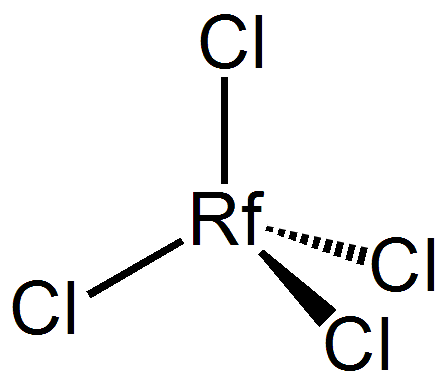
RfCl_{4}分子の四面体構造

ラザホージウムの化学的性質に関する初期の研究は、気相のサーモクロマトグラフィー及び相対析出温度吸着曲線の測定に焦点を当てていた。当初ドゥブナでは、彼ら自身の発見を再確認する研究が行われた。最近の研究は、ラザホージウムの放射性同位体親核の同定においてより信頼できる。これらの研究には、261mRfが用いられるが、291Lv、287Fl及び283Cnの崩壊鎖から合成されるより長寿命の同位体267Rfは、将来の実験により有望である可能性がある。実験は、ラザホージウムから新しい6dシリーズが始まり、分子の形が四面体構造であることにより揮発性の四塩化物を形成するという予測に依存している。塩化ラザホージウム(IV)は、結合がより強い共有結合性を持つため、より軽い同族元素の塩化ハフニウム(IV)よりも揮発性が高い。
一連の実験により、ラザホージウムは第4族元素の典型的な振る舞いをし、4価の塩化物(RfCl4)、臭化物(RfBr4)、酸塩化物(RfOCl2)を形成することが確認された。気体ではなく固体の塩化カリウムが存在すると、四塩化ラザホージウムの揮発性の低下が見られ、非揮発性のK2RfCl6との混合塩を形成している可能性が強く示された。

### 水溶液相
ラザホージウムは、[Rn]5f14 6d2 7s2の電子配置を取ると予測され、そのため同じ第4族元素であるハフニウムの、より重い同族元素として振る舞う。そのため、強酸中ではRf4+イオンを形成しやすく、塩酸、臭化水素酸、フッ化水素酸の水溶液では錯体を形成しやすい。ラザホージウムの水溶液中での化学的性質に関して、最も決定的な研究は、日本原子力研究開発機構によって、261mRfを用いて行われた。ラザホージウム、ハフニウム、ジルコニウムと擬第4族元素のトリウムを用いた塩酸水溶液からの抽出実験で、ラザホージウムの非アクチノイド元素的な振る舞いが示された。より軽い同族元素との比較で、ラザホージウムは第4族に置かれ、ハフニウムやジルコニウムと同様に、塩化物溶液中では、六塩化ラザホージウム錯体が形成されることが示された。
261mRf4+ + 6 Cl− → [261mRfCl6]2−
非常に似た結果は、フッ化水素酸水溶液でも見られる。抽出曲線の違いは、ハフニウムやジルコニウムイオンは、7つか8つのフッ化物イオンと錯体を形成するのに対し、ラザホージウムではフッ化物イオンに対する親和性が低く、ヘキサフルオロラザホージウム酸イオンが形成されたためと解釈された。
硫酸と硝酸の混合溶液中で行われた実験では、硫酸錯体形成の親和性がハフニウムと比べて弱いことが示された。この結果は、結合へのイオンの貢献が小さいラザホージウム錯体がジルコニウムやハフニウムのものより不安定になるという予測とも合致していた。これは、ラザホージウムのイオン半径(76 pm)がジルコニウム(71 pm)やハフニウム(72 pm)よりも大きいこと、また相対論的に7s軌道が安定化され、6d軌道が不安定化、スピン軌道分裂することが原因である。
2021年に行われた共沈実験では、比較対象としてジルコニウム、ハフニウム、トリウムを用い、アンモニアまたは水酸化ナトリウムを含む塩基性溶液中でのラザホージウムの挙動が研究され、ラザホージウムはアンモニアと強く配位せず、その代わり、水酸化物、恐らくRf(OH)4として共沈することが明らかとなった。